# Templo de Pocatello
El Templo de Pocatello es uno de los templos construidos y operados por la Iglesia de Jesucristo de los Santos de los Últimos Días, el número 170 en operaciones continuas de la iglesia y el sexto templo construido en el estado de Idaho. El templo está ubicado en el extremo oriental de la ciudad de Pocatello, originalmente colonizado por pioneros mormones en los años 1850.

## Historia
La región donde se asienta la ciudad de Pocatello fue habitada por indígenas Shoshón y Bannock. A comienzos de los años 1830 el inventor estadounidense Nathaniel Jarvis Wyeth se estableció en el área seguido por migrantes de la Senda de Oregón. Estos fueron seguidos por pioneros mormones y migrantes con la fiebre de oro. Con la llegada del ferrocarril, la población creció mayormente por grupos no adeptos al movimiento SUD. La primera congregación se organizó en mayo de 1888, parte de la estaca SUD que cubría el Condado de Bannock. En vista de que aún no se había construido un centro de reuniones, los fieles se reunían semanalmente en sus cabañas o al aire libre. Para 1908 había dos congregaciones con una estaca SUD ya ubicada en la ciudad desde 1898.
En 1930 el entonces presidente de la iglesia Heber J. Grant anunció la construcción de un posible templo en el estado de Idaho. Ezra Taft Benson sugirió la capital del estado como el sitio para el futuro templo. Sin embargo, en vista de la notoriedad de Pocatello y su crecimiento en población, la iglesia inició pasos para la posibilidad de un templo en esa ciudad. Con la llegada de la Gran Depresión, la ciudad no contaba con recursos suficientes para extender el servicio de agua hasta el punto donde se había planeado asentar el templo. El proyecto fue movido entonces a la ciudad de Twin Falls y el Templo de Twin Falls se convirtió en el primer templo del estado, al centro-sur de Idaho, a orillas de las cascadas Shoshone.

## Construcción
Los planes para la construcción del templo en Pocatello, al este del estado de Idaho, se anunciaron en la conferencia general de la iglesia el 2 de abril de 2017. Después del anuncio público, la iglesia en ese país buscó un terreno adecuado, parte de un conjunto residencial de nombre Crestview y la ceremonia de la palada inicial tuvo lugar el 16 de marzo de 2019. En 2018 se publicó una rendición artística del edificio, con tres pisos y un solo pináculo, con elementos que recuerdan al Templo de Idaho Falls, a poca distancia al norte. 
El estado de Idaho es el tercer estado de los Estados Unidos con la mayor concentración de fieles de la iglesia SUD.

## Características
Los templos de la Iglesia de Jesucristo de los Santos de los Últimos Días son construidos con el fin de proveer ordenanzas y ceremonias consideradas sagradas para sus miembros y necesarias para la salvación individual y la exaltación familiar. El templo de Pocatello se asienta en 12,77 hectáreas. Tiene un total de 6.289 metros cuadrados de construcción y cuenta con cuatro salones para dichas ordenanzas SUD, con cuatro salones de sellamientos matrimoniales. Como de costumbre, el templo tendrá una pila bautismal para las ceremonias vicarias. 

## Pandemia 2019
El 25 de marzo de 2020 la iglesia solicitó el cierre de todos sus templos como respuesta preventiva a la Pandemia de COVID-19. En mayo de ese año la iglesia aprobó la apertura de 17 templos a nivel mundial para realizar matrimonios por personas vivas, prohibiendo para entonces todas las ceremonias a favor de ancestros fallecidos incluyendo el bautismo por los muertos. El templo de Pocatello estaba en etapa de construcción, entrando en el período de la pandemia durante los detalles finales del edificio. El templo fue dedicado en noviembre de 2021 en fase 3 de apertura entrando luego sin restricciones en abril de 2022.